# 香川俊介
香川 俊介（かがわ しゅんすけ、1956年8月29日 - 2015年8月9日）は、日本の財務官僚。第11代財務事務次官。東京都出身。東京大学法学部卒業。

## 来歴・人物
千葉県五井町出身。
千葉大学教育学部附属中学校、開成高等学校から東京大学文科一類に入学。東京大学法学部第1類（私法コース）を卒業後、1979年大蔵省入省。
1979年に大蔵省（現・財務省）に入省。1980年5月に国際金融局国際機構課。隣の席には1期下の森信親がおり、妙にウマが合ったことから、部署が離れても週1回のペースで酒を飲みに行ったり、B級グルメを食べ歩きしに行ったりしていたという。1984年7月に佐久税務署長。早くから将来を羨望される「財務省のエース」と目され、1987年からは竹下内閣の官房副長官・小沢一郎秘書官を務め、小沢の信頼を得る。長く、主計局で予算編成に携わり、主計局主計官、法規課長、総務課長、主計局次長、総括審議官などを経て、2010年7月30日に官房長に就く。官房長を3年間続投し、在任中の2012年には自民党・公明党・民主党の3党合意による消費税増税を柱とした社会保障と税の一体改革を推進。2014年4月の消費税率8%への引き上げに尽力した。
翌2013年の年明け、香川は変調をきたす。次官の真砂靖をはじめとした省幹部は、財務総合政策研究所長などの『待機ポスト』に回して治療に専念させたうえで次官への昇格を視野に入れていたが、香川はそれを断り、同年7月に主計局長に就く。2014年7月から財務事務次官となる。任期は1年だったが、省内からは「大物次官」と呼ばれていた。2015年8月1日付でコンサルティング会社の特別顧問として迎えられる。同年8月9日、食道がんのため死去。58歳没。叙正四位、瑞宝重光章。

## 略歴
- 1972年3月 - 千葉大学教育学部附属中学校卒業
- 1975年3月 - 開成高等学校卒業
- 1979年3月 - 東京大学法学部第1類（私法コース）卒業[3]
- 1979年4月 - 大蔵省入省（国際金融局総務課配属）
- 1980年5月 - 国際金融局国際機構課
- 1982年 - 経済理論研修
- 1982年7月 - 大臣官房調査企画課調査主任[10]
- 1983年7月 - 大臣官房調査企画課調査係長[11]
- 1984年7月 - 佐久税務署長
- 1986年8月 - 通商産業省産業政策局商政課流通班長
- 1987年 - 小沢一郎内閣官房副長官秘書官
- 1989年 - 主計局主計企画官補佐（調整第一、三係）
- 1990年 - 主計局主計官補佐（公共事業第二係主査）
- 1991年 - 主計局主計官補佐（建設第一、二係主査）
- 1993年 - 主計局主計官補佐（公共事業総括第一・二、公共事業第一係主査）
- 1994年 - 大臣官房調査企画課課長補佐
- 1995年 - 輸銀海外投資研究所主任研究員（英国チャタムハウス留学）
- 1997年 - 国際金融局総務課国際調整室長
- 1998年 - 国際局国際収支課外国為替室長
- 1999年7月 - 主計局主計官（防衛係担当）
- 2000年6月 - 主計局主計官（国土交通・公共事業総括係担当）
- 2003年7月 - 主計局法規課長
- 2004年7月 - 主計局総務課長
- 2006年7月 - 大臣官房参事官（大臣官房担当）
- 2007年7月 - 主計局次長（次席）（農林水産担当）[12]
- 2009年7月 - 大臣官房総括審議官
- 2010年7月 - 大臣官房長
- 2013年7月 - 主計局長
- 2014年7月 - 財務事務次官
- 2015年7月 - 同退任。後任は田中一穂主計局長。
- 2015年8月9日 - 逝去。

## 同期入省者
安倍政権の下で同期から3人の次官が誕生しているほか、次官級の職である財務官、人事院事務総長なども輩出している。
- 木下康司（日本政策投資銀行代表取締役会長、第10代財務事務次官、主計局長、国際局長、大臣官房総括審議官）
- 田中一穂（日本政策金融公庫総裁、第12代財務事務次官、主計局長、主税局長）
- 古澤満宏（IMF副専務理事、財務官、理財局長）
- 永長正士（人事院事務総長）
- 桑原茂裕（日本銀行理事）
- 道盛大志郎（弁護士、国土交通省政策統括官、税務大学校長、東京国税局長）
- 三村亨（防衛省防衛審議官）
- 細田隆（関東財務局長、東京税関長）
- 青木一郎（東京税関長、内閣官房内閣審議官）
- 渥美恭弘（大臣官房政策評価審議官）
- 井阪喜浩（国税不服審判所次長）
- 居戸利明（関東財務局金融安定監理官）
- 氏兼裕之（カジノ管理委員会委員、独立行政法人国立印刷局理事長）
- 岡本榮一（国税庁次長）
- 菅野良三（関東財務局長）
- 坂本正喜（関東財務局長）
- 杉江潤（東京国税局長、関東信越国税局長）
- 鈴木英明（世界銀行理事、九州財務局長）
- 岳野万里夫（証券取引等監視委員会事務局長）
- 浜田敏彰（税務大学校長、国税不服審判所次長）
- 原雅彦（大阪税関長）
- 宗永健作（横浜税関長）
- 山田秀樹（大阪税関長）
- 吉村宗一（独立行政法人日本貿易振興機構理事、大阪税関長、中国財務局長）
- 手島洋（大阪国税局総務部総務課長（1987年1月9日自殺））
- 加藤勝信（衆議院議員、内閣官房長官兼拉致問題担当大臣、厚生労働大臣、自民党総務会長）